# ドミニク・フラサッティ
ドミニク・フラサッティ（Dominique Frassati、1896年3月29日 - 1947年7月10日）はフランス、コルシカ出身の画家である。風俗画や風景画を描いた。

## 略歴
フランス・コルシカ島、オート＝コルス県のコルテで生まれた。第一次世界大戦が始まると18歳のフラサッティはフランス陸軍の兵士となり、前線で毒ガス攻撃を受け、肺と視力に大きい後遺症を負った。終戦後、裕福な地主である叔父の好意で、アルゼンチンの叔父の農園で暮らし、視力の治療を受けた。
叔父は農園の管理をまかせようとしていたが、1920年にフランスに帰国し、パリで暮らした後、1923年にコルテに戻り、商店の装飾や。スポーツ大会のポスターの制作の仕事をした。その後、アルジェリアのオランに移り、肖像画や風景画を描いて5年間、暮らした。1928年になって、すでに30歳を越えていたが、パリの私立の美術学校、アカデミー・ジュリアンに入学し、ポール・アルベール・ローランスの教室で学び、初めて美術教育を受けた。1929年に結婚した。
1934年にコルシカに戻り、コルシカの州都、アジャクシオに住んだ。1936年にフェッシュ美術館の副学芸員に任じられ、1937年に前任者の退職を受けて、学芸員になった。1938年には、アジャクシオの全美術館を統括する学芸員の仕事についた。

## 作品

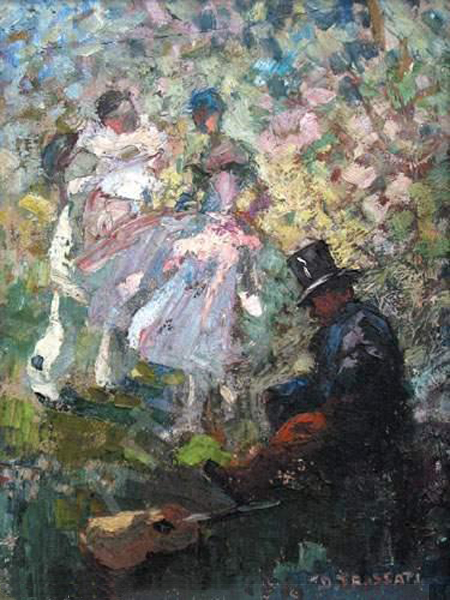
公園の音楽家 (c.1920)
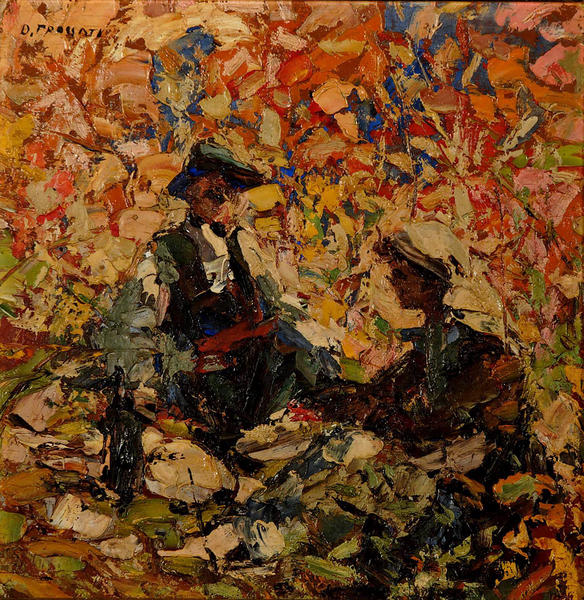
牧草地のカップル (c.1920)
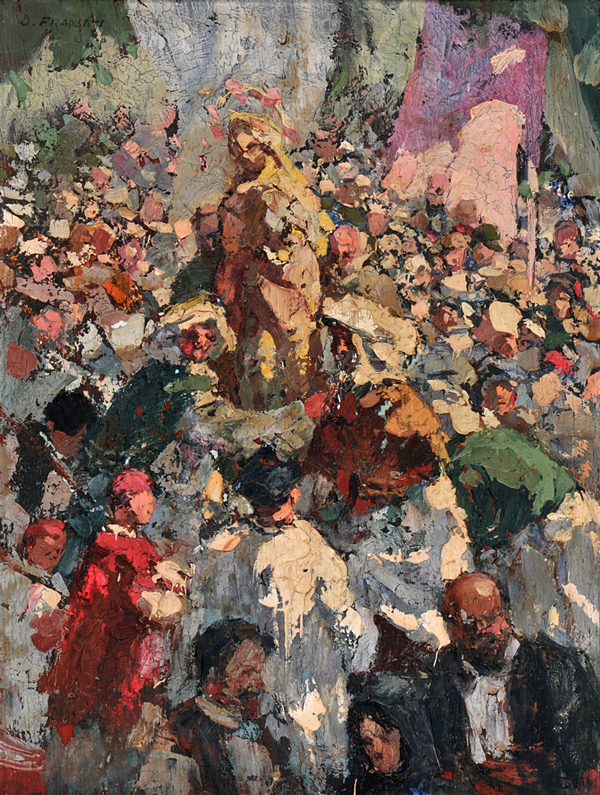
行列
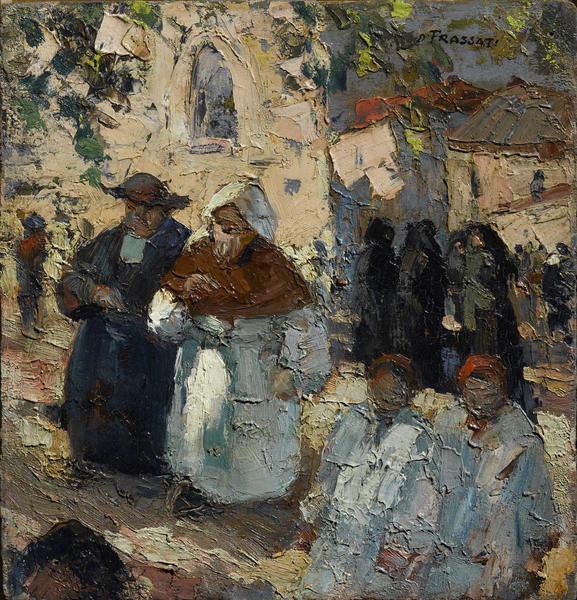
ミサからの帰路

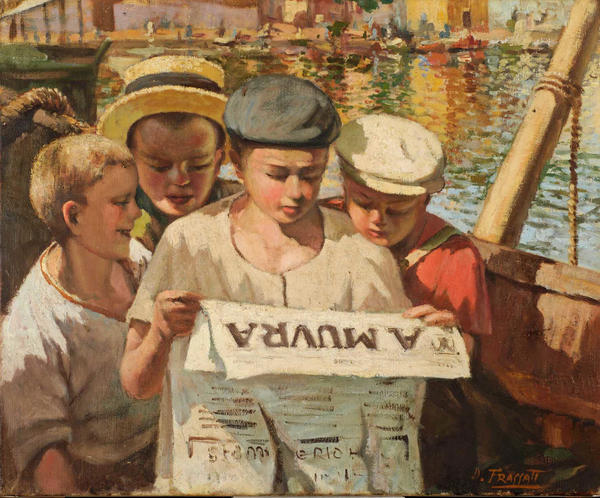
アジャクシオ港の4人の若い漁師 (1936)
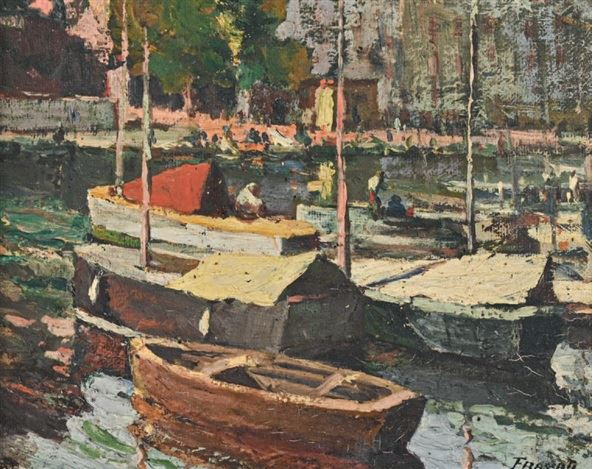
アジャクシオ港の船着き場
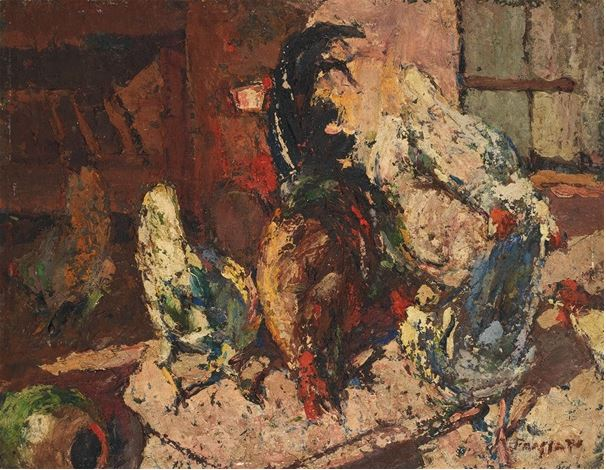
農場の鶏